# Escala humana

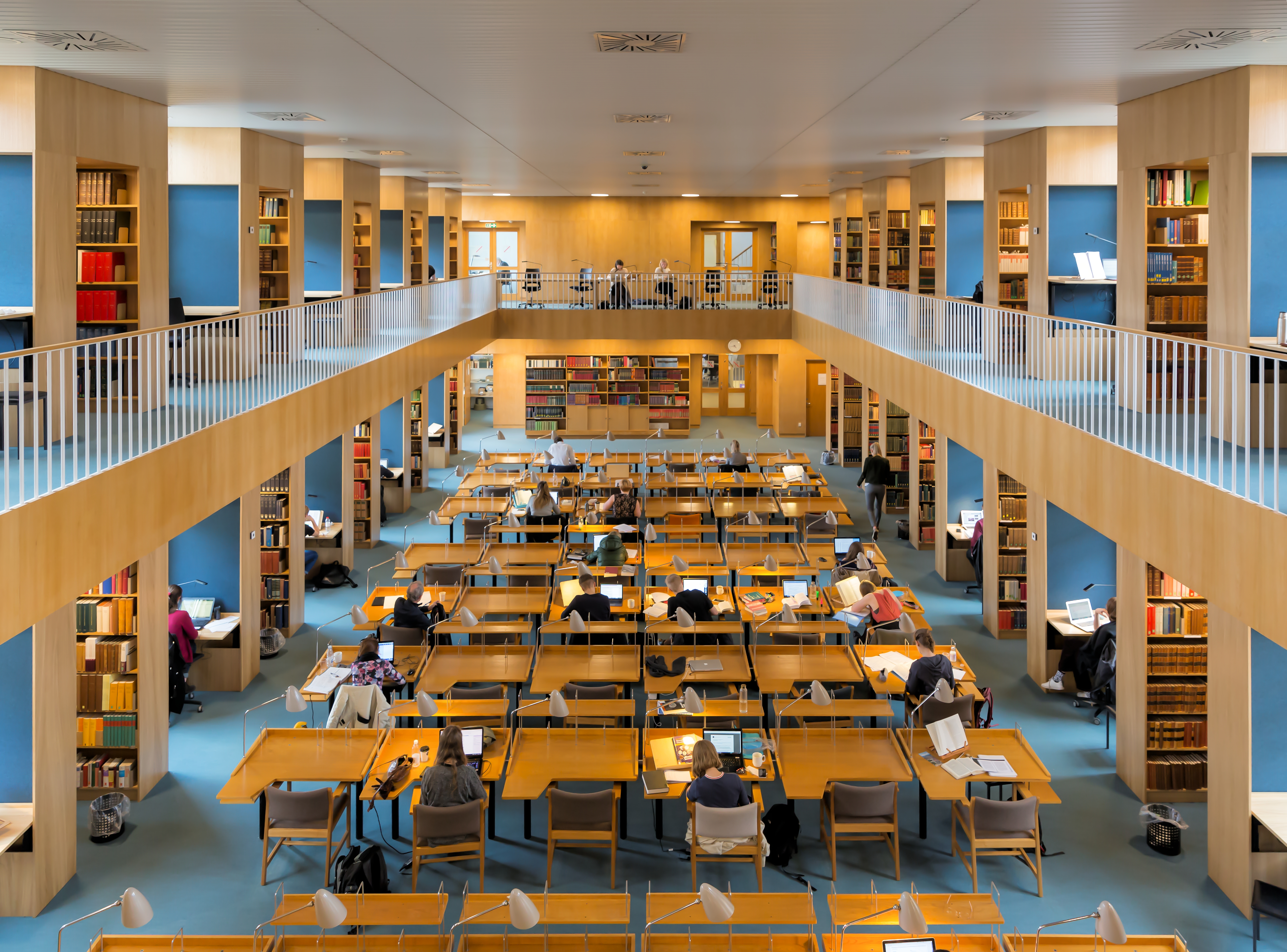
Sala de lectura en una biblioteca pública

La escala humana es un término utilizado para referirse a un factor que toma a las personas como medida primordial del desarrollo y la asociación. El postulado básico es que el desarrollo debe girar en torno a las personas, siendo el criterio usado para gestar y promover relaciones y asociaciones humanas directas, es decir, con base a las relaciones particulares inmediatas entre personas. 
Busca incentivar y preferenciar el contacto humano cara a cara a través de ambientes sociales, económicos, urbanísticos, etc., satisfactorios y favorables tanto al desarrollo del potencial de cada individuo como la convivencia solidaria, entendidos como dos factores indispensables para el desarrollo integral. 

## Desarrollo personal
En el desarrollo personal la escala humana favorece las personalidades integradoras que promuevan el diálogo e interacción efectiva entre los participantes de un grupo para lograr su propósito en común y enfocados en su realidad y entorno directo.

## Urbanismo, economía y asociaciones
En el caso de referirse al hábitat humano se estaría hablando de un entorno cercano que sería, para una persona y grupo de estas, el adecuado tanto para su desarrollo personal como para la interacción directa, cara a cara con sus semejantes; esto permitiría un fortalecimiento recíproco entre sus integrantes.
En escala  humana se busca preferencia el desarrollo de asociaciones a partir de los núcleos o unidades más elemental o pequeña de agrupación y organización de personas. Esta asociación cercana puede ser una empresa (taller, fábrica, comercio), distrito (municipio, consejo, comuna), gremio o cualquier tipo de asociación interactiva, usualmente en pos de una convivencia satisfactoria. En escala humana resultarían viable, según sus partidarios, modelos de gestión cooperativa.